# 芦沢駅
芦沢駅（あしさわえき）は、山形県尾花沢市芦沢（あしざわ）にある、東日本旅客鉄道（JR東日本）奥羽本線の駅である。「山形線」の愛称区間に含まれている。

## 歴史
- 1916年（大正5年）12月1日：開業[3][2]。
- 1975年（昭和50年）4月21日：貨物および荷物の扱いを廃止[2][4]。無人化[5]（簡易委託化）。
- 1987年（昭和62年）4月1日：国鉄分割民営化により、東日本旅客鉄道（JR東日本）の駅となる[2]。
- 2024年（令和6年）10月1日：えきねっとQチケのサービスを開始[1][6]。

## 駅構造
単式ホーム2面2線を有する地上駅である。中線が撤去されたため、ホームと線路が交互に並ぶ構造となっている。ホーム間の連絡は跨線橋による。駅舎があるが、跨線橋が駅舎とは反対側の駅裏手にまで伸びており、そこから外に抜けることもできる構造となっている。
左右対称ではない切妻屋根を持つ駅舎は、豪雪地帯らしく床が地面より高いところにある。新庄駅管理の簡易委託駅で、駅舎の中には待合所や出札窓口などがある。

### のりば
| 番線 | 路線    | 方向 | 行先     |
| ---- | ------- | ---- | -------- |
| 1    | ■山形線 | 上り | 山形方面 |
| 2    | ■山形線 | 下り | 新庄方面 |

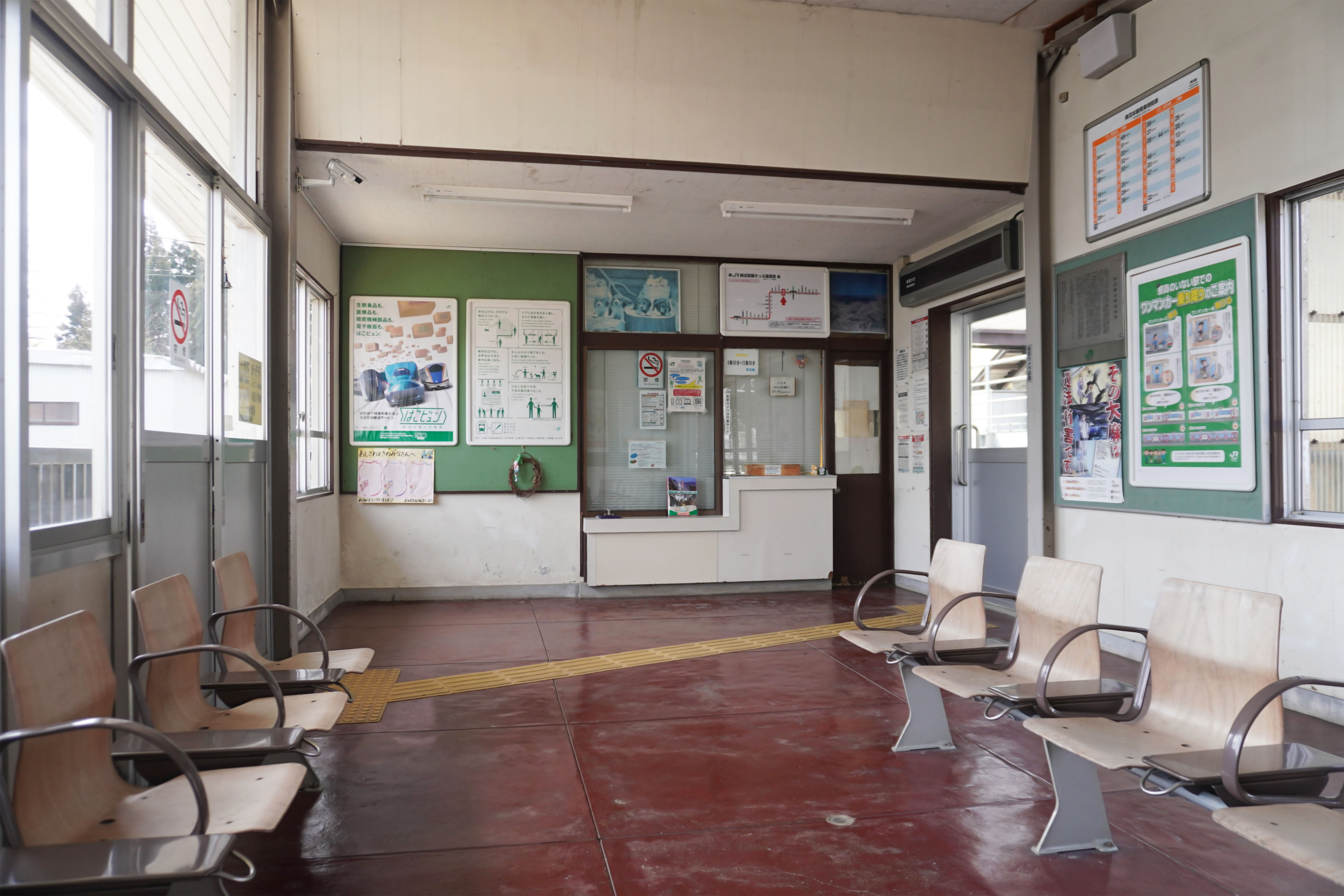
駅舎内（2024年3月）
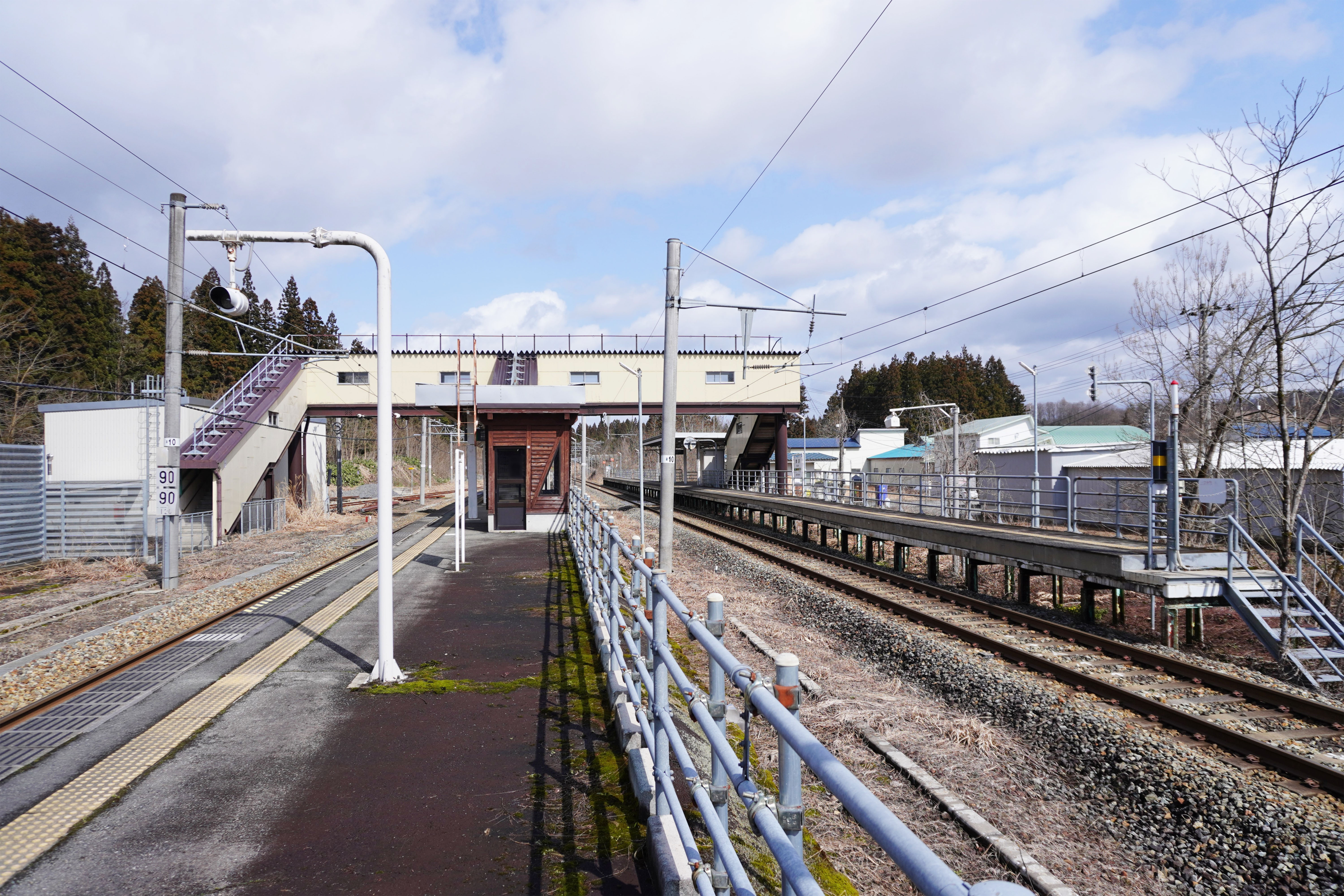
ホーム（2024年3月）

## 利用状況
JR東日本によると、2023年度（令和5年度）の1日平均乗車人員は31人である。
2000年度（平成12年度）以降の推移は以下のとおりである。
| 1日平均乗車人員推移 | 1日平均乗車人員推移 | 1日平均乗車人員推移 | 1日平均乗車人員推移 | 1日平均乗車人員推移 |
| 年度                | 定期外              | 定期                | 合計                | 出典                |
| ------------------- | ------------------- | ------------------- | ------------------- | ------------------- |
| 2000年（平成12年）  |                     |                     | 84                  | [ 利用客数 2 ]      |
| 2001年（平成13年）  |                     |                     | 79                  | [ 利用客数 3 ]      |
| 2002年（平成14年）  |                     |                     | 82                  | [ 利用客数 4 ]      |
| 2003年（平成15年）  |                     |                     | 89                  | [ 利用客数 5 ]      |
| 2004年（平成16年）  |                     |                     | 89                  | [ 利用客数 6 ]      |
| 2005年（平成17年）  |                     |                     | 95                  | [ 利用客数 7 ]      |
| 2006年（平成18年）  |                     |                     | 78                  | [ 利用客数 8 ]      |
| 2007年（平成19年）  |                     |                     | 73                  | [ 利用客数 9 ]      |
| 2008年（平成20年）  |                     |                     | 71                  | [ 利用客数 10 ]     |
| 2009年（平成21年）  |                     |                     | 68                  | [ 利用客数 11 ]     |
| 2010年（平成22年）  |                     |                     | 65                  | [ 利用客数 12 ]     |
| 2011年（平成23年）  |                     |                     | 66                  | [ 利用客数 13 ]     |
| 2012年（平成24年）  | 5                   | 49                  | 55                  | [ 利用客数 14 ]     |
| 2013年（平成25年）  | 5                   | 50                  | 55                  | [ 利用客数 15 ]     |
| 2014年（平成26年）  | 5                   | 40                  | 45                  | [ 利用客数 16 ]     |
| 2015年（平成27年）  | 4                   | 34                  | 38                  | [ 利用客数 17 ]     |
| 2016年（平成28年）  | 4                   | 34                  | 38                  | [ 利用客数 18 ]     |
| 2017年（平成29年）  | 4                   | 31                  | 35                  | [ 利用客数 19 ]     |
| 2018年（平成30年）  | 3                   | 42                  | 45                  | [ 利用客数 20 ]     |
| 2019年（令和元年）  | 3                   | 41                  | 44                  | [ 利用客数 21 ]     |
| 2020年（令和02年）  | 2                   | 36                  | 39                  | [ 利用客数 22 ]     |
| 2021年（令和03年）  | 2                   | 30                  | 32                  | [ 利用客数 23 ]     |
| 2022年（令和04年）  | 2                   | 31                  | 34                  | [ 利用客数 24 ]     |
| 2023年（令和05年）  | 2                   | 29                  | 31                  | [ 利用客数 1 ]      |

## 駅周辺
列車は芦沢駅と舟形駅との間で猿羽根峠を越える。当駅は尾花沢市内にある唯一の駅であるが市の中心部から離れた地にあり、市の中心部へは大石田駅が近い。
- 福原郵便局
- 最上川
- 国道13号
- 道の駅尾花沢
- 東北中央自動車道 尾花沢北インターチェンジ

## 隣の駅
東日本旅客鉄道（JR東日本）
■山形線（奥羽本線）
北大石田駅 - 芦沢駅 - 舟形駅

### 記事本文
1. 1 2 3 4  「駅の情報（芦沢駅）：JR東日本」東日本旅客鉄道。2024年8月26日時点のオリジナルよりアーカイブ。2024年9月20日閲覧。
2. 1 2 3 4  石野哲 編『停車場変遷大事典 国鉄・JR編』 II（初版）、JTB、1998年10月1日、531頁。ISBN 978-4-533-02980-6。
3. ↑  1916年（大正5年）11月24日鉄道院告示第63号「東海道本線辻堂、蘆澤兩停車場設置一般運輸營業開始」
4. ↑  「日本国有鉄道公示第11号」『官報』1970年4月21日。
5. ↑  「通報 ●真岡線七井駅ほか2駅の駅員無配置について（営業局）」『鉄道公報』日本国有鉄道総裁室文書課、1970年4月21日、1面。
6. ↑  「Suicaエリア外もチケットレスで! 東北エリアから「えきねっとQチケ」がはじまります (PDF)」（プレスリリース）、東日本旅客鉄道、2024年7月11日。2024年8月4日閲覧。
7. 1 2  「JR東日本：駅構内図・バリアフリー情報（芦沢駅）」東日本旅客鉄道。2024年4月19日閲覧。

### 利用状況
1. 1 2  「各駅の乗車人員 2023年度 101位以下（8）| 企業サイト：JR東日本」東日本旅客鉄道。2025年7月28日閲覧。
2. ↑  「JR東日本：各駅の乗車人員（2000年度）」東日本旅客鉄道。2025年7月28日閲覧。
3. ↑  「JR東日本：各駅の乗車人員（2001年度）」東日本旅客鉄道。2025年7月28日閲覧。
4. ↑  「JR東日本：各駅の乗車人員（2002年度）」東日本旅客鉄道。2025年7月28日閲覧。
5. ↑  「JR東日本：各駅の乗車人員（2003年度）」東日本旅客鉄道。2025年7月28日閲覧。
6. ↑  「JR東日本：各駅の乗車人員（2004年度）」東日本旅客鉄道。2025年7月28日閲覧。
7. ↑  「JR東日本：各駅の乗車人員（2005年度）」東日本旅客鉄道。2025年7月28日閲覧。
8. ↑  「JR東日本：各駅の乗車人員（2006年度）」東日本旅客鉄道。2025年7月28日閲覧。
9. ↑  「JR東日本：各駅の乗車人員（2007年度）」東日本旅客鉄道。2025年7月28日閲覧。
10. ↑  「JR東日本：各駅の乗車人員（2008年度）」東日本旅客鉄道。2025年7月28日閲覧。
11. ↑  「JR東日本：各駅の乗車人員（2009年度）」東日本旅客鉄道。2025年7月28日閲覧。
12. ↑  「JR東日本：各駅の乗車人員（2010年度）」東日本旅客鉄道。2025年7月28日閲覧。
13. ↑  「JR東日本：各駅の乗車人員（2011年度）」東日本旅客鉄道。2025年7月28日閲覧。
14. ↑  「JR東日本：各駅の乗車人員（2012年度）」東日本旅客鉄道。2025年7月28日閲覧。
15. ↑  「各駅の乗車人員 2013年度 ベスト100以外（9）：JR東日本」東日本旅客鉄道。2025年7月28日閲覧。
16. ↑  「各駅の乗車人員 2014年度 ベスト100以外（9）：JR東日本」東日本旅客鉄道。2025年7月28日閲覧。
17. ↑  「各駅の乗車人員 2015年度 ベスト100以外（9）：JR東日本」東日本旅客鉄道。2025年7月28日閲覧。
18. ↑  「各駅の乗車人員 2016年度 ベスト100以外（9）：JR東日本」東日本旅客鉄道。2025年7月28日閲覧。
19. ↑  「各駅の乗車人員 2017年度 ベスト100以外（9）：JR東日本」東日本旅客鉄道。2025年7月28日閲覧。
20. ↑  「各駅の乗車人員 2018年度 ベスト100以外（9）：JR東日本」東日本旅客鉄道。2025年7月28日閲覧。
21. ↑  「各駅の乗車人員 2019年度 ベスト100以外（8）：JR東日本」東日本旅客鉄道。2025年7月28日閲覧。
22. ↑  「各駅の乗車人員 2020年度 101位以下（8）| 企業サイト：JR東日本」東日本旅客鉄道。2025年7月28日閲覧。
23. ↑  「各駅の乗車人員 2021年度 101位以下（8）| 企業サイト：JR東日本」東日本旅客鉄道。2025年7月28日閲覧。
24. ↑  「各駅の乗車人員 2022年度 101位以下（8）| 企業サイト：JR東日本」東日本旅客鉄道。2025年7月28日閲覧。